# Hogeschool van Østfold
De Hogeschool van Østfold is een instelling voor hoger onderwijs in de Noorse fylke Viken. De hogeschool is gevestigd op twee locaties: Frederikstad en Halden.